# Lista de títulos e honrarias da Coroa Espanhola

Brasão de Armas da Coroa Espanhola.

A atual Constituição espanhola refere-se à Monarquia como "a Coroa da Espanha" e o título do monarca constitucional sendo simplesmente Rei de Espanha (Rey de España). No entanto, a Constituição permite o uso de outros títulos históricos pertencentes à Monarquia Espanhola, sem especificá-los. Um decreto promulgado 6 de novembro de 1987 no Conselho de Ministros regula os títulos mais detalhadamente e, nessa base, o Monarca da Espanha tem o direito de usar os outros títulos pertencentes à Coroa. Ao contrário do que alguma crença, a titularidade é longa que contém a lista de mais de vinte reinos, entre outros títulos nobiliárquicos, não está em uso atualmente por Sua Majestade, nem é utilizado na diplomacia espanhola. Na verdade, ele nunca esteve em utilização nessa forma, como "Espanha" nunca foi uma parte da lista de anterior a 1837 já que era longa a lista.
"Espanha", é mencionado de forma diferente já que dependia do monarca reinante e foi por mais de três séculos também simbolizados por uma longa lista que começava "... de Castela, Leão, Aragão, ...". Até a presente data, Isabel II foi a soberana espanhola que ostentou tais títulos de forma integral, incluindo os títulos feudais, em 1836.
O primeiro rei espanhol a utilizar oficialmente uma derivação do nome "Espanha" como o domínio no título foi Carlos I , que usou Rex et Hispaniarum Indiarum (isto é, o "Rei das Espanhas e Índias"). Este título foi usado com frequência por Carlos abaixo apenas do título de Sacro Imperador Romano, já que "Imperador" é considerado um título superior ao de "Rei". Durante a sua breve e controversa ocupação do trono, José I, irmão do Imperador Napoleão I de França, também usou um título semelhante, Rei das Espanhas e Índias.
Durante a Primeira Restauração, Fernando VII retornou para o formato tradicional ("... de Castela, Leão, Aragão, ...") até 1837, quando a versão curta "Rainha das Espanhas" foi levado em uso por Isabel II. O singular "Espanha" foi usado pela primeira por Amadeu I - que era "pela graça divina e a Vontade da Nação, o Rei da Espanha". Durante a Segunda Restauração, o Rei Afonso XII começou a usar o "Rei Constitucional da Espanha, pela Graça Divina e Constitucional".
Com a Terceira Restauração da Coroa de Espanha aos membros da Casa de Bourbon-Anjou, Juan Carlos I usou o título simples de "Rei da Espanha", sem qualquer referência à religiosidade, vontade popular ou sistema constitucional. Juan Carlos e seu filho e sucessor, Filipe VI, optaram por não utilizar o título de Majestade Católica e os outros títulos medievais. No entanto, ambos não abandonaram os títulos e honrarias que historicamente fazem parte da Coroa Espanhola.

## Títulos em poder do Rei da Espanha
Os títulos ou estilos da Monarquia Espanhola estão listados em ordem de graus de soberania, nobreza e honra:
Nota: Os títulos marcado com * são históricos, sendo apenas nominais e/ou cerimoniais.

Grande Armas da Espanha de Carlos III até Afonso XIII (1761-1868 / 1875-1931)

### Reinos

Brasão de Armas do Reino de Jerusalém

Brasão de Armas do Ducado de Neopatria

- Rei da Espanha
- Rei de Castela
- Rei de Leão
- Rei de Aragão
- Rei das Duas Sicílias *
- Rei de Jerusalém *
- Rei de Navarra
- Rei de Granada
- Rei de Maiorca

- Rei de Toledo
- Rei de Sevilha
- Rei de Valência
- Rei de Galiza
- Rei da Sardenha *
- Rei de Córdova
- Rei de Córsega *
- Rei de Minorca
- Rei de Múrcia
- Rei de Jaén
- Rei do Algarve *
- Rei de Algeciras
- Rei de Gibraltar
- Rei das Canárias
- Rei das Índias Ocidentais Espanholas e Índias Orientais Espanholas das Ilhas do Continente do Mar Oceano *

### Arquiducado
- Arquiduque da Áustria *

### Ducados
- Duque de Borgonha *
- Duque de Brabante *
- Duque de Milão *
- Duque de Atenas *
- Duque de Neopatria *
- Duque de Limburgo *

### Condado

Colar de Cavaleiro da Ordem do Tosão de Ouro.

- Conde de Habsburgo *
- Conde da Flandres *
- Conde do Tirol *
- Conde de Rosellón *
- Conde de Cerdanha
- Conde de Barcelona
- Conde de Girona
- Conde de Osuna
- Conde de Besalú
- Conde de Covadonga

### Senhorio
- Senhor de Biscaia
- Senhor de Molina de Aragão

### Posição Militar
- Capitão-general das Forças Armadas da Espanha e seu Supremo Comandante

### Ordens Hereditárias da Espanha

A insígnia da Ordem de Carlos III.

- Grão-mestre da Ordem do Tosão de Ouro
- Grão-mestre da Ordem de Carlos III
- Grão-mestre da Ordem de Isabel a Católica
- Grão-mestre da Real e Militar Ordem de Santo Hermenegildo
- Grão-mestre da Ordem de Montesa
- Grão-mestre da Ordem de Alcântara
- Grão-mestre da Ordem de Calatrava
- Grão-mestre da Ordem de Santiago
- Grão-mestre da Ordem das Damas Nobres de Espanha
- Grão-mestre da Real e Militar Ordem de São Fernando

## Títulos em Poder do Herdeiro ao Trono Espanhol

O Brasão de Armas do Príncipe das Astúrias.

Os Títulos e estilos estão listados em ordem de graus de nobreza, ranque, e honra:

### Principados
- Príncipe das Astúrias — título do herdeiro do Reino de Espanha e antes da Coroa de Castela e Leão
- Príncipe de Girona — título do herdeiro da Coroa de Aragão
- Príncipe de Viana — título do herdeiro da Coroa de Navarra

### Ducados, Condados e Senhorios
- Duque de Montblanc — título do herdeiro do Principado da Catalunha
- Conde de Cervera — título do herdeiro do Reino de Valência
- Senhor de Balaguer — título do herdeiro do Reino de Maiorca

### Ordens Hereditárias do herdeiro da Espanha
- Cavaleiro da Ordem do Tosão de Ouro
- Cavaleiro da Ordem de Carlos III
- Cavaleiro Real e Militar Ordem de Santo Hermenegildo
- Cavaleiro da Ordem de Montesa
- Cavaleiro da Ordem de Alcântara
- Cavaleiro da Ordem de Calatrava
- Cavaleiro da Ordem Militar de Santiago

## Títulos Reais

### Ducados
- Duque de Cádis
- Duque de Sevilha
- Duque de Segóvia
- Duque de Badajoz
- Duque de Soria
- Duque de Lugo
- Duque de Palma de Maiorca

### Condados
- Conde de Chinchón
- Conde de Molina
- Conde de Montemolín
- Montizón
- Conde de Barcelona
- Conde de Covadonga

## Império Bizantino

Brasão da Dinastia Paleólogo.

- O último Imperador Bizantino titular, André Paleólogo, vendeu seu Título Imperial aos Reis Fernando II de Aragão e Isabel I de Castela antes de sua morte, em 1502.